# Championnat National 2
Championnat National 2, cunoscut în mod obișnuit ca National 2 și cunoscut anterior ca Championnat de France Amateur (CFA), este o competiție de ligă de fotbal. Liga este al patrulea nivel al ligii franceze de fotbal, după Ligue 1, Ligue 2 și Championnat National. Combatată de 64 de cluburi, Championnat National 2 operează pe un sistem de promovare și retrogradare cu Championnat National și Championnat National 3, a cincea divizie a fotbalului francez. Sezoanele se desfășoară din august până în mai, echipele din patru grupe jucând 32 de meciuri fiecare, totalizând 1280 de jocuri în sezon. Cele mai multe jocuri sunt jucate sâmbăta și duminica, cu câteva jocuri jucate în serile din timpul săptămânii. Jocul este suspendat în mod regulat în ultimul weekend înainte de Crăciun timp de două săptămâni înainte de a reveni în a doua săptămână a lunii ianuarie. ==
Championnat de France amator a fost fondat inițial de Federația Franceză de Fotbal în 1927 și a fost compus din campionii regionali ai ligii amatorilor. Liga a servit ca prima divizie a fotbalului francez până în 1929, înainte ca liga să fie transformată în liga profesionistă care există astăzi în 1932.[1] Încarnarea actuală a ligii este un simplu rebrand al CFA, care a fost fondat în 1993 ca National 2 și a durat cinci ani înainte de a fi transformat la numele CFA în 1998 și numele National 2 în 2017. Unele cluburi care participă la liga sunt semi-profesionale. Meciurile din ligă atrag în medie între 800 și 1.000 de spectatori pe meci. Cu toate acestea, această medie este târâtă în jos de prezența minusculă la meciurile de pe teren propriu ale profesioniștilor.